# Communauté de communes du Canton de Mercœur
Die Communauté de communes du Canton de Mercœur ist ein ehemaliger französischer Gemeindeverband mit der Rechtsform einer Communauté de communes im Département Corrèze in der Region Nouvelle-Aquitaine. Sie wurde am 24. Dezember 2008 gegründet und umfasste zehn Gemeinden. Der Verwaltungssitz befand sich im Ort Mercœur.

## Historische Entwicklung
Mit Wirkung vom 1. Januar 2017 fusionierte der Gemeindeverband mit der
- Communauté de communes du Canton de Saint-Privat und der
- Communauté de communes du Pays d’Argentat

und bildete so die Nachfolgeorganisation Communauté de communes Xaintrie Val’Dordogne. Bei dieser Gelegenheit wechselte die Gemeinde Altillac zur Communauté de communes Midi Corrézien.

## Ehemalige Mitgliedsgemeinden
1. Altillac
2. Bassignac-le-Bas
3. Camps-Saint-Mathurin-Léobazel
4. La Chapelle-Saint-Géraud
5. Goulles
6. Mercœur
7. Reygade
8. Saint-Bonnet-les-Tours-de-Merle
9. Saint-Julien-le-Pèlerin
10. Sexcles